# 红砖大学

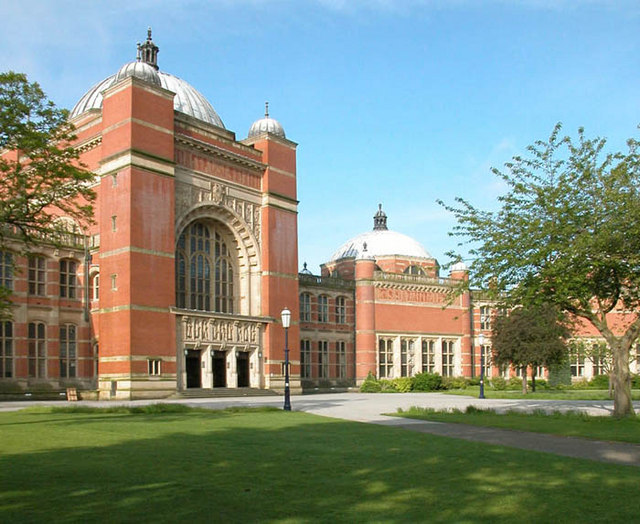
伯明翰大学是第一所接受皇家憲章的英國紅磚大學，位於英國第二大、除倫敦以外最大城市伯明翰。

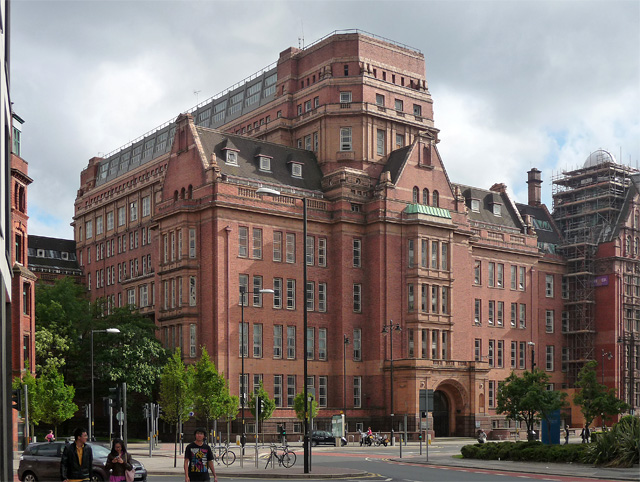
曼彻斯特大学，前身是維多利亞大學

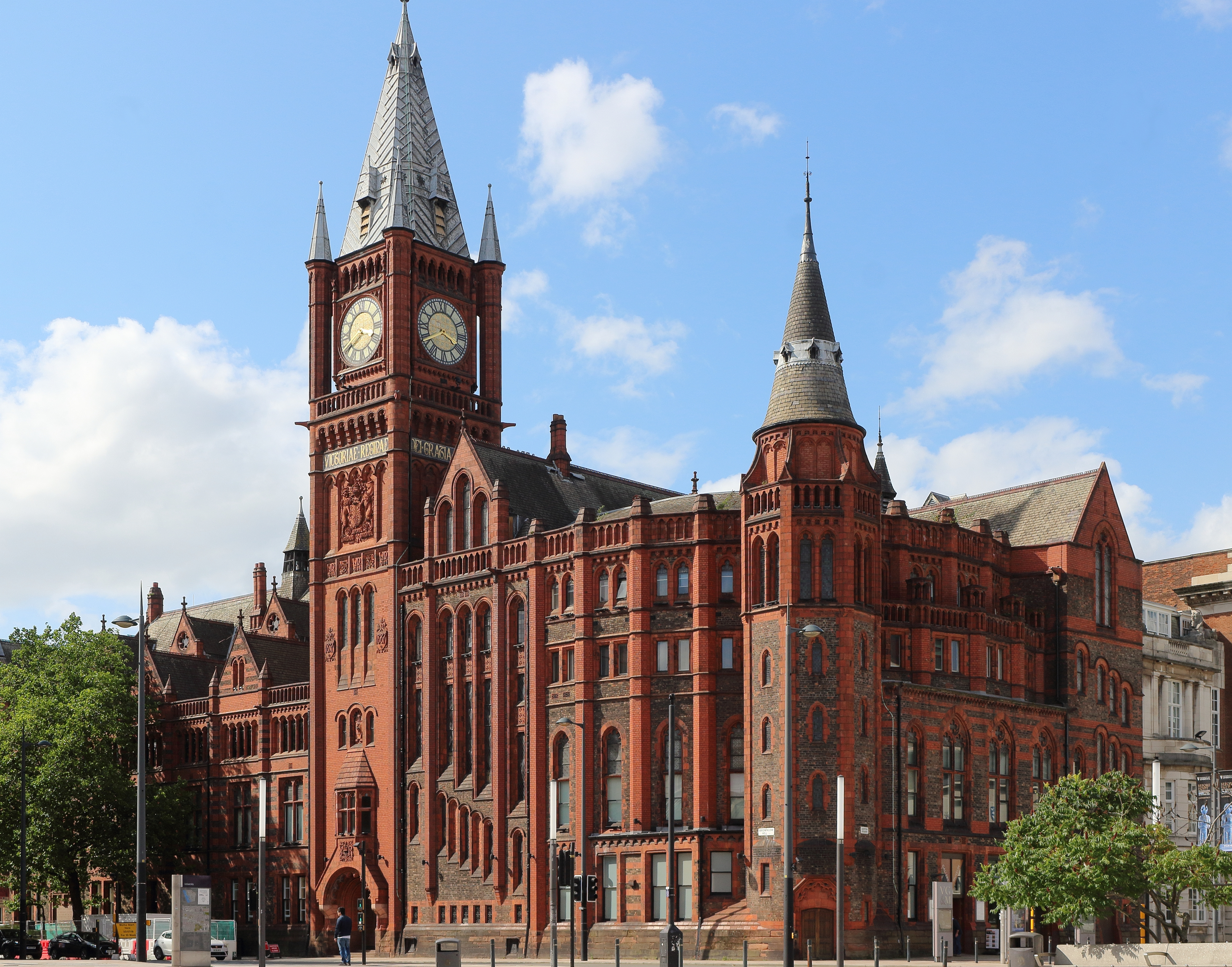
利物浦大学

红砖大学（英語：red brick university），是指聯合王國於十九世紀末至二十世纪中葉，在英格蘭（不包括威爾士、蘇格蘭、北愛爾蘭和海外殖民地）的主要工业城市設立的九所城市大学（civic universities）。「紅磚大學」這個名詞是利物浦大學教授埃德加·艾利森·佩爾斯提出的概念，顧名思義就是指紅磚校舍建築，而紅磚面的利物浦大學維多利亞大廈正是這詞的根源。
英格蘭紅磚大學最初皆為科學或技術類高等院校，它們的成立過程及發展史，與英格蘭大城市的發展有密切關係。紅磚大學的冒起是英國人口和經濟增長的產物，印證了英國社會高速發展的時代。
在紅磚大學於二十世紀初分別接受皇家憲章而獲得大學地位以前，英格蘭只存在五所大學，它們分別是：牛津大學、劍橋大學、倫敦大學、杜倫大學和維多利亞大學（曼徹斯特大學前身），當中倫敦和杜倫這兩所大學屬於「前維多利亞時期大學」（pre-Victorian），牛津和劍橋這兩所大學為「古典大學」。紅磚大學的出現使英國高等教育較以往普及，但依然是一個精英系統。在1963年發表的羅賓斯報告（Robbins Report）中得出結論，當時英國只有不到 10% 的離校生進入高等教育。有人建議擴大高等教育規模，所有技術學校都應獲得大學地位，才有了後來「平板玻璃大学」的出現。
九所红砖大学，分別是：
- 伯明翰大学（於1900年接受皇家憲章，成為大學），位於聯合王國第三大都會區西米德蘭，所在城市伯明翰為聯合王國第二大城。
- 利物浦大学（於1903年接受皇家憲章，以往隸屬於維多利亞大學），位於聯合王國港口城市、第六大都會區利物浦。
- 曼彻斯特大学（於1880年以維多利亞大學 Victoria University 之名成為大學，於1904年接受皇家憲章），位於聯合王國第二大都會區曼彻斯特。
- 利兹大学（於1904年接受皇家憲章，以往隸屬於維多利亞大學），位於聯合王國第四大都會區西約克郡，所在城市利兹為聯合王國第三大城。
- 谢菲尔德大学（於1905年接受皇家憲章，成為大學）
- 布里斯托大学（於1909年接受皇家憲章，成為大學）
- 雷丁大学（於1926年成為大學）
- 诺丁汉大学（於1948年成為大學）
- 纽卡斯尔大学（於1963年成為大學）